# Nakajima Shinichiro
Shinichiro Nakajima (sinh ngày 14 tháng 9 năm 1968) là một cầu thủ bóng đá người Nhật Bản.

## Sự nghiệp câu lạc bộ
Shinichiro Nakajima đã từng chơi cho Urawa Reds.